# Јадранка Косор
Јадранка Косор (Пакрац, ФНРЈ, 1. јул 1953) хрватска је политичарка и бивша новинарка. Била је предсједница Хрватске демократске заједнице (ХДЗ) и девети предсједник Владе Републике Хрватске и прва жена на тој функцији од самосталности.
Изгубила је на председничким, парламентарним и унутарстраначким изборима. Премијерка и председница странке постала је по препоруци из писма оставке њеног претходника на овим двема функцијама, Иве Санадера. После 18 година чланства избачена је из ХДЗ-а.

## Новинарска каријера
Дипломирала је на Правном факултету у Загребу. Професионалну каријеру посветила је новинарству, од 1972. била је дописник Вечерњег листа и Радио Загреба. Од 1991. до 1995. на Хрватском радију водила је емисије за прогнанике, избјеглице и жртве из Рата у Хрватској.

## Политичка каријера
Године 1995. постала је потпредсједник ХДЗ-а, а те је године изабрана и у Хрватски сабор. Потпредсједник ХДЗ-а била је до 1997. године. До 2000. вршила је дужност потпредсједника Сабора. Од 1999. до 2002. била је предсједник страначке Заједнице жена „Катарина Зрински“. У Сабор је поново изабрана на парламентарним изборима 2000, а две године касније изабрана је за замјеника предсједника ХДЗ-а на седмом Општем сабору ХДЗ-а.
На парламентарним изборима 2003. поново је изабрана за посланика у парламент у првој изборној јединици (Загреб), али је свој мандат ставила на мировање јер је именована за потпредсједника Владе Републике Хрватске задуженог за социјална питања, те за министра породица, бранилаца и међугенерацијске солидарности. Дужност потпредсједника Владе и министра у владама премијера Иве Санадера вршила је и након парламентарних избора 2007, све до оставке премијера 2009. године.
На предсједничким изборима 2005, као кандидаткиња ХДЗ-а изгубила је у другом кругу од Стјепана Месића. За почасног предсједника Удружења хрватских војних инвалида рата у Хрватској (ХВИДРА) изабрана је 2007. године.
Након оставке премијера Иве Санадера, 3. јула 2009, предсједник Републике Хрватске Стјепан Месић јој је повјерио мандат са састављање Владе. Пошто је Санадер дао оставку на мјесто предсједника ХДЗ-а, 13. Општи сабор Странке изабрао ју је за предсједника Странке.
Потписала је споразум са премијером Словеније, Борутом Пахором, у новембру 2009. године по којем је окончана блокада Словеније приступању Хрватске Европској унији и дозвољен је наставак преговора.
Косорова је 5. августа 2011. поводом годишњице хрватске операције „Олуја“ која се у Хрватској обиљежава као побједа, упутила поздрав Анти Готовини и Младену Маркачу који су у Хагу осуђени за учешће у удруженом злочиначком подухвату, прогон, депортације, пљачке, разарања, убиства, нечовјечна дјела и окрутно поступање.. Њена изјава је критикована у региону.
За време њеног мандата као хрватског премијера Хрватска је завршила преговоре о приступању Европској унији. Заједно с хрватским предсједником Ивом Јосиповићем потписала је 9. децембара 2011. године у Бриселу приступни споразум о чланству Хрватске у ЕУ.
На парламентарним изборима 2011. водећи ХДЗ изгубила је од Зорана Милановића и Кукурику коалиције који су формирали хрватску владу, али је изабрана у Сабор.
Након конституисања седног сазива Сабора 23. децембра 2011. године изабрана је за потпредсједницу Сабора. На унутарстраначким изборима ХДЗ-а у мају 2012. године изгубила је на изборима за председника странке. Након тога, на захтјев ХДЗ-а, Сабор ју је 15. јуна, заједно с Владимиром Шексом, разријешио с функције потпредсједника Сабора. Касније је изабрана за предсједника саборског Одбора за породицу, младе и спорт и за члана Националне комисије за праћење провођења Стратегије сузбијања корупције.
Из ХДЗ-а је искључена 1. марта 2013. године јер је, како закључују Високи суд части ХДЗ-а, својим понашањем, поступцима и неактивним односом према странци, недоласком на седнице како градског одбора, тако и клуба посланика у Сабору, прекршила одредбе Статута који је обавезују на такве чине.

## Приватни живот
Јадранка Косор је добитник награде „Златно перо“ Хрватског новинарског друштва, награде Европске заједнице за хуманитарни рад, награде Европски круг Хрватског европског дома, награде за животно дјело „Иван Шибл“ ХРТ-а, почасно чланство у Удружењу родитеља погинулих браниоца, а и почасни је потпредсједник Удружења глувослијепих „Додир“.
Објавила је четири књиге (двије о рату у Хрватском, двије поезије). Говори енглески и њемачки. Мајка је једног сина, Ловре.